# Avatanak Strait Islands
Die Avatanak Strait Islands ist eine Untergruppe der Krenitzin Islands, einer Untergruppe der Inselgruppe der Fox Islands in den östlichen Aleuten, Alaska. 
Die Inselgruppe  liegt in der Avatanak-Straße südlich der Küste von Akun Island und besteht aus den kleinen Inseln Poa Island, Puffin Island und Tangik Island. Die Inselgruppe ist ein Habitat für große Seevogelkolonien. Hier leben über 100.000 Vögel,
davon über 85 % Gelbschopflunde, mehr als 1 % der globalen Population. Eine kleine Zahl der vom Aussterben bedrohten Scheckenten überwintern hier.